# 境絵里加
境 絵里加（さかい えりか、1990年8月5日 - ）は、熊本県出身のファッションモデル。身長175cm。エンジェルスクエア所属。

## 略歴
2006年、2007年 - ユニチカマスコットガールに選ばれる。

## 出演

### テレビ
- 正しい王子のつくり方（テレビ東京・2008年） - 西山優役